# .gn
.gn je vrhovna internetska domena (country code top-level domain - ccTLD) za Gvineju. Domenom upravlja PSGnet.

## Vanjske poveznice
- IANA .gn whois informacija  Arhivirana inačica izvorne stranice od 27. travnja 2006. (Wayback Machine)